# Formaggio d'alpe ticinese
Le formaggio d'alpe ticinese, en français fromage des Alpes tessinoises, est un fromage d'alpage suisse produit depuis le XIIe siècle qui bénéficie d'une appellation d'origine protégée (AOP) depuis le 31 mai 2002,.

## Description
L'Alpe Ticinese est un fromage à trous produit dans le canton du Tessin. 
Il doit ses arômes à la flore particulière des pâturages d’alpage. Il est aussi spécifique par la fabrication restée très traditionnelle et naturelle : pas d’écrémage ; ferments ajoutés en faibles proportions ; concentration réduite en lactose ; nettoyage du fromage au sel, et préaffinage à l’alpage jusqu’à la descente de l’alpage. 
C'est un fromage gras à pâte pressée semi-cuite demi-dure et à croûte naturelle. Il peut être constitué soit intégralement de lait de vache cru, soit mélangé jusqu'à 30 % de lait de chèvre, cru lui aussi.
De forme régulière, la meule a un diamètre de 25 à 30 centimètres et une épaisseur de 6 à 10 centimètres. Elle est de couleur extérieure gris-marron et pèse de 3 à 10 kilogrammes, sa texture est fine, compacte, la pâte est d'une couleur allant du jaune clair au jaune plus prononcé de la paille.
Les jeunes fromages ont un goût doux, franc et aromatique qui devient plus fort en vieillissant.

## Fabrication
La fabrication du fromage est autorisée du 1er juin au 30 septembre (15 mai pour les animaux du sud de Monte Ceneri (Sottoceneri)), et est certifiée par le certificat d’estivage comprenant la déclaration de l’effectif de bétail à la montée et à la descente de l’alpage. La composition du fromage varie mais provient de lait récolté en estive lors des deux traites quotidiennes des vaches et des chèvres et le lait est transformé en fromage sur place. L'unique intervention autorisée lors du traitement de la traite du soir est l'écrémage en cuve, afin de favoriser la pureté micro-biologique.
Au plus tard 18 heures après la traite, on procède à la fabrication du fromage en chaudron de cuivre. La coagulation intervient en 25 à 45 minutes à une température comprise entre 30° et 35 °C. La seule présure autorisée est à base de caillé naturel, de provenance animale, en poudre ou liquide, et provenant d'organismes non modifiés génétiquement. Le traitement est effectué par inoculation de ferments lactiques, spécifiques aux fromages alpins, et approuvés par les services d'inspection compétents, le Service d’inspection et de consultation en économie laitière (SICL).
La pâte est ensuite réchauffée entre 41 et 50 °C pendant 20 à 50 minutes avant d'être mise en forme et pressée puis taillée avec un tranche-caillé. Après l'ajout de la marque de fabrique en caséine, on procède au salage à sec ou en saumure pendant une durée pouvant aller jusqu'à 24 heures en fonction de la dimension du fromage.
Pendant toute la saison d'affinage, le fromage est retourné et brossé en moyenne une fois par semaine. L'affinage préliminaire en alpage est réalisé dans des caves sur des lits d'épicéa ou de mélèzes. La durée minimale d'affinage est de 45 jours.

## Composition
Caractéristiques chimiques :
- Teneur en matière grasse : après 2 mois, de 315 à 355 g/kg puis après 8 mois, de 315 à 375 g/kg
- Teneur en eau : après 2 mois, de 340 à 380g/kg1 puis après 8 mois, de 321 à 353 g/kg
- Teneur en sel : après 2 mois, de 8,0 a à 16,0 g/kg puis après 8 mois, de 8,0 a à 18,0 g/kg
- Matière grasse dans l’extrait sec (MG/ES) : de 492 à 549 g/kg.

Caractéristiques organoleptiques :
- Ouverture : les trous sont rares et bien répartis.
- Pâte : fine, consistante et compacte, de teinte jaune ivoire (avec du lait de chèvre) à jaune paille (pur lait de vache).
- Goût : fromage frais doux, franc et aromatique, fromage mûr prononcé et persistant.

## Appellation
Le Formaggio d'alpe ticinese a obtenu une appellation d'origine contrôlée suisse (AOC) le 31 mai 2002. Depuis le 7 mai 2013, le Formaggio d'alpe ticinese est protégé par une appellation d'origine protégée (AOP) qui remplace désormais l'appellation d'origine contrôlée (AOC).